# Élections de mi-mandat des États-Unis de 2006
Les élections de mi-mandat de 2006 des États-Unis se sont tenues le 7 novembre, jour de l’Election Day. Lors de ces élections de mi-mandat, tous les sièges de la Chambre des représentants et un tiers du Sénat des États-Unis étaient soumis au vote. 36 postes de gouverneurs étaient également soumis au vote au même moment, ainsi que près de 205 référendums locaux et plusieurs élections municipales.

## Bilan général
Le Parti démocrate a remporté la majorité des postes de gouverneurs et des sièges de la Chambre de Représentants pour la première fois depuis 1994. Au Sénat, les démocrates disposent pour la prochaine session de 51 sièges contre 49 aux Républicains. C'est la victoire par 7 000 voix de Jim Webb contre le sénateur sortant George Allen qui fit basculer la majorité sénatoriale,.
Les démocrates ont aussi repris le contrôle de la chambre des représentants avec 234 sièges contre 201 sièges aux républicains. Dans 19 circonscriptions, le candidat démocrate a été élu avec moins de 5 000 voix de majorité (91 voix pour Joe Courtney dans le Connecticut) sur le candidat républicain sortant. Ces élections ont aussi été marqué par la progression du nombre de démocrates conservateurs, soutenus ou regroupés notamment dans la coalition des Blue Dogs (comme Heath Shuler en Caroline du Nord), qui avaient été choisis avec succès pour reconquérir des circonscriptions conservatrices. Néanmoins, des blogs progressistes  rappellent que certains des nouveaux élus sont aussi depuis de longue date des activistes progressistes (notamment Ms. Sea Porter au New Hampshire et M. McNerney en Californie).
Au Sénat également, cette opposition entre nouveaux élus conservateurs et progressistes se ressent. Bob Casey, Jr. en Pennsylvanie et Jim Webb en Virginie penchent nettement pour des positions conservatrices (Casey est anti-avortement, Webb était ministre sous Reagan) renforçant le contingent des démocrates centristes et conservateurs comprenant notamment les sénateurs Joseph Lieberman, Robert Byrd, Kent Conrad, Tim P. Johnson, Mary Landrieu ou Ben Nelson. Cependant, des démocrates comme Sherrod Brown en Ohio ou Bernie Sanders au Vermont (Membre de la chambre des représentants, élu sénateur indépendant) ont été élus sur des programmes populistes avec une forte composante progressiste.
Du côté républicain, la défaite inattendue du sénateur centriste Lincoln Chafee dans le Rhode Island renforce également le courant conservateur du parti, en dépit de la défaite de Rick Santorum, favori des évangéliques, battu néanmoins par un conservateur démocrate Bob Casey, Jr..

## Programme national des vainqueurs démocrates
Le programme officiel du parti démocrate se résumait en six points principaux : le relèvement du salaire minimum, l'élargissement aux classes défavorisées de l’accès aux soins médicaux (avec notamment la négociation directe des prix des médicaments avec l'industrie pharmaceutique), la baisse du taux de crédit accordé aux étudiants, l'allègement de la charge fiscale de la classe moyenne et la réduction des coûts administratifs des petites et moyennes entreprises.
En plus de ce programme, les démocrates promirent également de rechercher une approche différente de la guerre d'Irak, de mettre en œuvre les recommandations de la commission du 11-septembre, de revenir sur les abattements fiscaux accordés aux compagnies pétrolières et gazières tout comme les réductions d'impôts pour les américains les plus aisés, de développer la recherche sur les cellules-souches (votée par l'ancienne majorité mais bloquée par le président Bush). Ils prévoient de légiférer sur tous ces points dans les 100 premières heures du début de leurs mandats en janvier 2007.
L'élection permettrait que Nancy Pelosi devienne la première présidente de la Chambre des représentants et que Harry Reid soit le premier chef de la majorité au Sénat de confession mormone.
Au Minnesota, Keith Ellison est le premier musulman à avoir été élu au Congrès des États-Unis.

## Machines à voter
Quelques problèmes techniques sur les machines de votes électroniques et des intimidations en Virginie, ont retardé les résultats finaux. Près de la moitié des électeurs utilisaient des systèmes à lecture optique et 38 pour cent des machines à écran tactile, qui ont été critiquées comme susceptibles d'être piratées. Selon les experts, les deux types de machine peuvent induire des problèmes.
Ces machines à voter ont été notamment mises en place par la société Votehere, accusée d'être trop proche du président Bush et des républicains.

## Résultats des élections fédérales
Les démocrates gagnèrent six sièges en battant les républicains sortants des États de Pennsylvanie, du Ohio, de Rhode Island, du Missouri, du Montana, et de Virginie.
Dans le Connecticut, le candidat indépendant et sénateur démocrate sortant, Joseph Lieberman, a battu le candidat officiel du parti démocrate, Ned Lamont, soutenu par l'aile gauche du parti.

### Chambre des représentants
| Suffrages exprimés | Suffrages exprimés | Suffrages exprimés | 73 025 187 |             | 435 sièges à pourvoir | 435 sièges à pourvoir |
|                    |                    |                    |            |             |                       |                       |
| Liste              | Chef de file       |                    | Suffrages  | Pourcentage | Sièges acquis         | Var.                  |
| Parti démocrate    | Nancy Pelosi       |                    | 37 491 518 | 51,34 %     | 233 / 435             | +31                   |
| Parti républicain  | Dennis Hastert     |                    | 33 862 420 | 46,37 %     | 202 / 435             | -30                   |
| Indépendants       | Aucun              |                    | 473 623    | 0,65 %      | 0 / 435               | -1                    |
| Autres partis      | Aucun              |                    | 1 197 626  | 1,64 %      | 0 / 435               | 0                     |

1. ↑  Le seul indépendant était Bernie Sanders qui siège au Sénat à partir de janvier 2007.

Nouvelle composition de la Chambre des représentants
| Parti rémocrate : 234 (53,8 %) |  |  | Parti républicain : 201 (46,2 %) |
| ▲                              |  |  |                                  |

### Sénat
33 sur 100 sièges du Sénat des États-Unis étaient en jeu pour l'élection.

La composition du Sénat en 2006 :
Deux Républicains
Deux Démocrates
Un Démocrate, un Républicain
Un Démocrate, Un Indépendant

- Arizona       - Jon Kyl (R)*
- Californie -   Dianne Feinstein (D)*
- Connecticut - Joe Lieberman (CFL)1
- Dakota du Nord   - Kent Conrad (D / D-NPL)*
- Delaware    -   Tom Carper (D)*
- Floride     -   Bill Nelson (D)*
- Hawaï      -   Daniel Akaka (D)*
- Indiana     -    Richard Lugar (R)*
- Maine        -   Olympia Snowe (R)*
- Maryland      -  Ben Cardin (D)
- Massachusetts  - Edward Moore Kennedy (D)*
- Michigan       - Debbie Stabenow (D)*
- Minnesota - Amy Klobuchar (D / DFL)
- Mississippi    - Trent Lott (R)*
- Missouri     - Claire McCaskill (D)
- Montana      - Jon Tester (D)
- Nebraska       - Ben Nelson (D)*
- Nevada         - John Ensign (R)*
- New Jersey     - Bob Menendez (D)*
- New York       - Hillary Clinton (D)*
- Nouveau-Mexique     - Jeff Bingaman (D)*
- Ohio           - Sherrod Brown (D)
- Pennsylvanie   - Bob Casey, Jr. (D)
- Rhode Island   - Sheldon Whitehouse (D)
- Tennessee      - Bob Corker (R)
- Texas          - Kay Bailey Hutchison (R)*
- Utah           - Orrin Hatch (R)*
- Vermont        - Bernie Sanders (I)
- Virginie       - Jim Webb (D)
- Washington     - Maria Cantwell (D)*
- Virginie-Occidentale  - Robert Byrd (D)*
- Wisconsin      - Herb Kohl (D)*
- Wyoming        - Craig Thomas (R)*

Nouvelle composition du sénat
| Démocrates et indépendants : 51 (51 %) |  |  | Parti Républicain : 49 (49 %) |
| ▲                                      |  |  |                               |

* sénateur sortant
1. Joseph Lieberman ayant perdu les primaires du parti démocrate, il décide de se présenter comme indépendant. Lieberman a promis de soutenir son parti originel au Sénat.

## États

### Gouverneurs
Sur 50 poste de gouverneurs des États-Unis, 36 étaient soumis à renouvellement.
La plupart des gouverneurs ont un mandat de quatre ans, tandis que le Vermont et le New Hampshire élisent leurs gouverneurs pour un mandat de deux ans.
Depuis 1994, les gouverneurs républicains étaient les plus nombreux. Ils étaient 28 lors de la session 2005-2006 contre 22 gouverneurs démocrates.
Pour la prochaine session 2006-2007, les chiffres seront inversés. Il y aura maintenant 28 gouverneurs démocrates (gain de New York, de l'Arkansas, du Massachusetts, du Maryland, de l'Ohio, du Colorado) et 22 gouverneurs républicains dont Arnold Schwarzenegger en Californie, réélu aisément contre le candidat démocrate Phil Angelides.

### Référendums d'initiative populaire
Au niveau des référendums, 55 % des électeurs du Wisconsin ont demandé le rétablissement de la peine de mort (référendum qui ne lie pas le législateur).
Sept états (Virginie, Caroline du Sud, Wisconsin, Tennessee, Dakota du Sud, Colorado et Idaho) ont voté des amendements constitutionnels interdisant le mariage gay ou des formes d'union civiles similaires (portant à 24 le nombre d'États interdisant le mariage homosexuel). Avec 51 % des suffrages, les électeurs de l'Arizona sont les premiers à rejeter un tel amendement qui contenait une disposition privant de prestations un(e) concubin(e).
Au Dakota du Sud, les électeurs ont rejeté par 55 % des suffrages l'interdiction quasi totale de l'avortement (sauf mise en danger de la vie de la mère).
Dans le Missouri, une proposition de financement des recherches sur les cellules souches était adoptée de justesse, parallèlement à l'élection au Sénat de sa principale instigatrice, la démocrate Claire McCaskill.
Dans six États, les électeurs adoptaient des propositions de relèvement du salaire minimum.
En Californie, 55 % des électeurs rejetaient une proposition de taxe sur le pétrole censée financer des énergies de substitution.
Enfin, le Nevada et le Colorado rejetaient des propositions visant à légaliser la possession d'une once de marijuana.